# Ригас, Генриетта
Генриетта Ригас — канадский учёный в области информатики и электротехники. Главным вкладом Ригас можно считать технологию обновления операционных систем через «апгрейды» и «патчи».
Ригас получила диплом бакалавра в Университете Куинс в 1956 году и, проработав год в Клинике Майо, поступила в магистратуру Канзасского университета, где получила не только степень магистра (в 1959), но и доктора философии (в 1963). С 1963 по 1965 годы она работала инженером в Lockheed Missiles and Space Company, подразделении корпорации Локхид, специализировавшемся на ракетных и космических технологиях. С 1965 по 1980 год она преподавала в Вашингтонском государственном университете, став там профессором к 1976, открыв новое направление компьютерной техники и вообще оставив заметный след. Одновременно с работой в университете Ригас преподавала в Военно-морском училище в городе Монтерей в Калифорнии, где в 1984 возглавила отделение электротехники. С 1987 до своей смерти в 1989 Ригас проработала в Мичиганском университете профессором и заведующей кафедрой электротехники. Параллельно со всем этим она очень активно участвовала в различным комитетах, советах и аккредитационных комиссиях федерального и международного масштаба.
В 1980 и 1983 Ригас становилась лауреатом премии IEEE «Инженер года», в 1982 получила почётной грамоты SWE, в 1983 — награду за достижения в инженерной службе KU, в 1984 стала избранным членом IEEE, а в 1988 и в совет директоров IEEE. В том же 1988 ей вручили особую награду за достижения в области аккредитации от Образовательного совета IEEE. Начиная с 1995, тот же Образовательный совет учредил награду имени Генриетты Ригас, спонсируемую Hewlett-Packard и вручаемую ежегодно женщине-инженеру, показавшей себя выдающимся преподавателем. Ассоциация женщин-преподавателей (англ. Association for Faculty Women), которой Ригас руководила в начале существования той, учредила другую награду её имени, которая даётся ежегодно выдающимся аспирантам.

## Получатели наградыHewlett-Packardимени Генриетты Ригас
- 1995: Денис Дентон (Denice D. Denton)
- 1996: Каран Уотсон (Karan L. Watson)
- 1997: Патрисия Дэниэлс (Patricia Daniels)
- 1998: Долорес Эттер[англ.] (Delores M. Etter)
- 1999: Шерра Кернс (Sherra Kerns)
- 2000: Леа Джемисон[англ.] (Leah Jamieson)
- 2001: Валери Тейлор[англ.] (Valerie Taylor)
- 2002: Нан Мар Йокерст (Nan Marie Jokerst)
- 2003: Джоанн Бехта-Дуган (Joanne Bechta-Dugan)
- 2004: Дженнифер Уэлч (Jennifer L. Welch)
- 2006: Ева Рискин (Eve Riskin)
- 2007: Бонни Хек Ферри (Bonnie Heck Ferri)
- 2008: Шерил Шрейдер[англ.] (Cheryl B. Schrader)
- 2009: Синтия Фёрс (Cynthia Furse)
- 2010: Мари Остендорф (Mari Ostendorf)
- 2011: Карен Панетта (Karen Panetta)
- 2012: Таня Карп (Tania Karp)
- 2013: Нэнси Амато (Nancy Amato)
- 2014: Ноэл Шульц (Noel Schulz)
- 2015: Сара Раджала (Sarah Rajala)